# Ron Wicks
Ronald Wicks, kanadski hokejski sodnik, * 22. september 1939, Toronto, Ontario, Kanada, † 1. april 2016.
Wicks je pokojni hokejski sodnik, ki je sodil v ligi NHL. Njegova kariera se je začela leta 1960 in končala leta 1986. V svoji karieri je sodil na petih finalih Stanleyjevega pokala in okoli 1.400 tekmah rednega dela sezone. 